# Eridolius orientalis
Eridolius orientalis là một loài tò vò trong họ Ichneumonidae.